# Nigun
Nigun (hebrejsky ניגון‎, pl. ניגונים‎ nigunim) je termín z hebrejštiny pro melodii. Obvykle termín odkazuje na náboženské písně a melodie. Je to forma vokálně instrumentální hudby, často bez jakéhokoli textu či slov, obsahují maximálně jednoduché rytmické popěvky, někdy jsou však použity biblické verše nebo citace z jiných klasických židovských textů jsou zpívány opakovaně ve formě nigun. Nigunim jsou do značné míry improvizované, i když mohou být založeny na tématech a jsou ve stylizované podobě. Nigunim jsou zpívané jako židovské modlitby, ale mohou mít i veselý charakter.
Často je nigun spojen s náboženskou praxí chasidských židů. A ačkoli to není nikde závazně ustanoveno, ústřední místo při produkci hrají muži. V různých ortodoxních komunitách mohou být pravidla ještě zpřísněna.
Nejdelší známý nigun se nazývá Ezkera a je připisován rabi Jisraelu Taubovi. O vzniku tohoto nigunu panuje více teorií.